# CivCity: Rome
CivCity Rome è un videogioco creato dalla Firefly Studios e Firaxis Games per Microsoft Windows e distribuito da 2K Games, ispirato a Sid Meier's Civilization, altro gioco della Firaxis.

## Modalità di gioco
In CivCity: Rome viene affidata al giocatore la gestione di alcune città dell'Impero Romano.
Il gameplay si articola in due modalità principali: campagna e missione singola. È inoltre presente un editor di mappe, in cui è possibile creare uno scenario, e "Civilopedia", una sezione interattiva che fornisce informazioni sulla storia dell'Impero e sugli usi e costumi dei suoi abitanti.

### Campagna
In questa modalità il giocatore intraprende un percorso che lo porterà a salire di rango, partendo da semplice ingegnere civile fino a venire indicato dall'imperatore come suo successore.
All'inizio di ogni missione si può scegliere il livello di difficoltà tra facile, medio e difficile. Questo influisce soprattutto sul numero dei prestiti concessi dal Senato nel caso in cui le casse della città rimangano vuote e sul loro ammontare: se il giocatore finirà i soldi e non gli verranno più concessi prestiti, la partità sarà automaticamente persa. Con la difficoltà impostata al massimo, inoltre, aumenta il rischio di incendi e rivolte.
Le missioni possono essere di tipo civile o militare:
- quelle civili (contrassegnate sulla mappa da un drappo verde) sono maggiormente focalizzate sullo sviluppo della città e possono avere come obiettivo l'aumento della popolazione fino a un certo livello, l'esportazione di una certa quantità di merci o il raggiungimento di un certo "livello di civiltà" offrendo servizi avanzati ai cittadini e costruendo meraviglie;
- in quelle militari (contrassegnate sulla mappa da un drappo rosso e sbloccate dopo aver completato la missione civile di Tarentum) il giocatore dovrà respingere le incursioni delle tribù barbariche che abitano l'area e sottomettere i loro villaggi, curando nel contempo lo sviluppo della città.

| Missioni civili | Missioni militari                                                                  |
| --- | ---------------------------------------------------------------------------------- |
| - Lavinio (Lavinium) - Capena - Taranto (Tarentum) - Marsiglia (Massilia) - Creta - Ctesifonte (Ctesiphon) - Londra (Londinium) | - Cirene - Milano (Mediolanum) - Sagunto (Saguntum) - Pelusio (Pelusium) - Colonia |

Durante le missioni, oltre a tenere sotto controllo le finanze della città per evitare la bancarotta, il giocatore deve soddisfare i bisogni dei cittadini: il loro livello di felicità è rappresentato da un contatore in alto a destra, accanto al numero degli abitanti, e sulla quale influiscono diversi fattori quali il livello dei salari, delle razioni di cibo e della quantità di tempo libero (direttamente regolabili nell'apposito pannello), dall'occupazione, dalla situazione abitativa e dal livello di ricerca in determinate discipline. Questo indice di felicità può andare da +100 a -100, e a seconda del livello attuale, cambierà il livello d'immigrazione o emigrazione, e anche il rischio di ribellioni. Raggiunto il limite minimo, la partita sarà automaticamente persa. Durante il gioco, inoltre, un messaggero recapiterà notizie di avvenimenti in altre città dell'Impero o messaggi di personaggi storici, alleati o nemici di Roma, quali Spartaco, Budicca, Marco Antonio e Giulio Cesare. A ciascuno di questi eventi il popolo reagirà in maniera diversa, con una temporanea oscillazione della felicità: solitamente il messaggio di un nemico o l'annuncio di una sconfitta delle truppe romane produrrà un effetto negativo, mentre un messaggio di un alleato o l'annuncio di una vittoria produrrà un effetto positivo.

### Missione singola
Le missioni singole sono sia di tipo civile che militare e sono categorizzate in base alla difficoltà (facile, medio, difficile). Le missioni facili sono caratterizzate da ambienti ricchi di risorse in cui è possibile costruire liberamente e in pace; quelle medie e difficili hanno obiettivi sempre più impegnativi man mano che si sale con la difficoltà e possono essere ambientate in aree impervie o avere limiti di tempo. In questa modalità si può giocare negli scenari creati dal giocatore nell'editor mappe.

### Meraviglie
Durante il gameplay, nella parte superiore della schermata vi è la "barra delle ricerche", che porta a un menu nel quale è possibile scegliere quale ramo scientifico approfondire per sbloccare dei potenziamenti. Ogni ricerca ha bisogno di finanziamenti e tempo per essere completata.
Al termine di ciascun percorso il giocatore sbloccherà inoltre una delle sette "meraviglie": il Colosseo, la Biblioteca di Alessandria, il Faro di Alessandria, la Colonna Traiana, l'Obelisco, il Circo Massimo e il Pantheon.
La costruzione di queste meraviglie aumenterà il livello di civiltà della città e la qualità dei servizi forniti nei rispettivi settori: ad esempio, il Pantheon di quello religioso, il Circo Massimo e il Colosseo dell'intrattenimento, la Biblioteca di quello educativo.

## Accoglienza
Il gioco ha raggiunto punteggi sufficienti, anche se non particolarmente alti, nelle recensioni da parte della critica di settore.

## Patch v.1.1
2K Games ha distribuito una patch del gioco che, oltre a sistemare alcuni bug, introduce un nuovo livello di difficoltà delle missioni ("Kids"), pensato per i giocatori più piccoli. Se questo viene scelto, il bonus di felicità per la fondazione della città viene permanentemente settato a +25 (invece di iniziare a +8 e svanire progressivamente man mano che la popolazione aumenta). Inoltre, il giocatore non perde automaticamente la partita quando finisce i prestiti concessi dal Senato, anzi gli sono garantiti illimitati prestiti da 10.000 denarii l'uno.

## Doppiaggio
| Personaggio       | Voce italiana            |
| ----------------- | ------------------------ |
| Voce introduttiva |                          |
| Consigliere Mario | Luca Sandri              |
| Annunciatore      | Mario Scarabelli         |
| Gaio Petronio     | Pietro Ubaldi            |
| Aurelio Crasso    | Riccardo Rovatti         |
| Giulio Cesare     | Enrico Bertorelli        |
| Quinto Favonio    |                          |
| Nerone            | Luigi Rosa               |
| Adriano           |                          |
| Romolo            | Luigi Rosa               |
| Spartaco          | Pietro Ubaldi            |
| Vercingetorige    | Mario Scarabelli         |
| Cittadini         | Luigi Rosa Elda Olivieri |
| Mendicanti        | Pietro Ubaldi            |